# Ashley (Illinois)
Ashley je grad u američkoj saveznoj državi Ilinois. Prema popisu stanovništva iz 2010. u njemu je živjelo 536 stanovnika.